# ATE If
Die Dampflokomotivreihe ATE If war eine Personenzug-Lokomotivreihe der Aussig-Teplitzer Eisenbahn (ATE).

## Geschichte
Die ATE war die zweite österreichische Hauptbahn, die Schmidtsche Heißdampflokomotiven bestellte.
Sie wurden 1906 von der Wiener Neustädter Lokomotivfabrik geliefert. Die ATE gab den drei Lokomotiven die Reihenbezeichnung If und die Nummern 150–152. Die dazugehörigen Schlepptender wurden von den Ringhoffer-Werken gebaugt und trugen die gleichen Nummern. Die drei Lokomotiven wurden meist auf der Strecke Aussig–Komotau eingesetzt.
Nach der Verstaatlichung 1924 gab ihnen die ČSD die Reihenbezeichnung 354.8 ein.
1938 ordnete sie die Deutsche Reichsbahn als Baureihe 354 ein und stationierte sie in Reichenberg. Nach dem Zweiten Weltkrieg kamen sie wieder zur ČSD und wurden 1949 wegen zu geringer Stückzahl ausgemustert.